# Casa Gutiérrez Guerrero
La Casa Gutiérrez Guerrero es una casona colonial ubicada en la Calle Granada en el centro histórico del Cusco, Perú.
En 1591 la casa era propiedad de Antonio Sánchez y en 1634 del repartimiento de indios de Asillo (Collao). La casa fue modificada en 1748, destruida totalmente en 1796 y modificada en 1952; formó parte de la Casa de Clorinda Matto de Turner.
Desde 1972 el inmueble forma parte de la Zona Monumental del Cusco declarada como Monumento Histórico del Perú. Asimismo, en 1983 al ser parte del casco histórico de la ciudad del Cusco, forma parte de la zona central declarada por la UNESCO como Patrimonio Cultural de la Humanidad.
Consta de dos niveles y dos patios. Presenta zaguán de ingreso central, escaleras líticas en “U” de tres tramos. Exteriormente exhibe en el primer nivel, portada lítica y cuatro puertas secundarias con jambaje lítico y carpintería en madera y metal, contemporáneas. En el segundo nivel y sobre la portada tiene un balcón de comienzos de siglo XIX con influencia neoclásica, el cual está flanqueado por dos balcones con rejas tipo cancela. Se aprecia también, hacia la izquierda de la fachada, un balconcillo de doble balaustrada y profusa talla barroca en sus puertas. El Patio principal con pileta central de planta octogonal, está configurado por cuatro crujías con arcos de medio punto con antepecho lítico en el segundo nivel, en las crujías noreste y suroeste; mientras que en la crujía noroeste, se aprecia un corredor en voladizo sustentado sobre ménsulas.